# Irv Torgoff
Irving Torgoff, detto Irv (Brooklyn, 6 marzo 1917 – Fort Lauderdale, 21 ottobre 1993), è stato un cestista statunitense, professionista nella NBL, nella ABL e nella BAA.

## Palmarès
- Campione NIT (1939)
- 3 volte campione ABL (1941, 1943, 1945)